# Avrillé (Vendeia)
Avrillé é uma comuna francesa na região administrativa da Pays de la Loire, no departamento de Vendéia. Estende-se por uma área de 25,03 km². Em 2010 a comuna tinha 1 441 habitantes (densidade: 57,6 hab./km²).